# Protozoologie

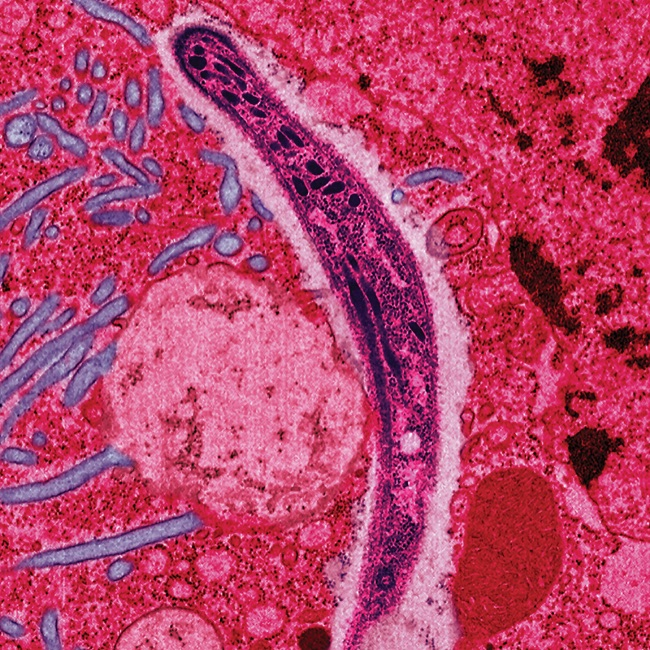
Protozoar

Protozoologia este ramura biologiei ce se ocupă cu studierea protozoarelor. Această știință își are începutul în secolul al 18-lea, atunci când Antonie van Leeuwenhoek a observat primele protozoare la microscop. Protozoologia studiază:
- Morfologia protozoarelor;
- Taxonomia protozoarelor;
- Genetica protozoarelor;
- Biochimia protozoarelor.

## Alte aspecte
- Protozoologia biochimică;
- Protozoologia și helmintologia;
- Protozoologia veterinară;
- Fosile ale protozoarelor;
- Utilizarea protozoarelor în economie.

## Protozoologi celebri
- Fritz Scaudinn.